# (3654) AAS
(3654) AAS ist ein Asteroid, der am 21. August 1949 vom Goethe-Link-Observatorium der Indiana University entdeckt wurde.
Der Asteroid wurde nach der American Astronomical Society benannt.